# Абрам Горенштейн
Абрам Горенштейн (нар. 1921) — український і румунський футболіст, воротар.
1941 року грав у другій команді київського «Динамо». У другій половині сорокових років захищав кольори клубів «Динамо» (Чернівці), «Чіоканул» (Бухарест), «Сет» і «Олімпік» (Ліон). У перших двох колективах його партнером був, відомий у майбутньому футбольний тренер, Норберт Геффлінг. В чемпіонаті Румунії провів шість матчів, у французькій Лізі 1 — 33, у Лізі 2 — 30.
У 1951 році переїхав до Південної Америки. Протягом двох сезонів виступав за колумбійський «Депортес Кальдас» (Манісалес) і уругвайський «Рівер Плейт» (Монтевідео). Після завершення ігрової кар'єри заробив значні статки на виробництві м'ясної консервної продукції.